# Ostheim, Haut-Rhin
Ostheim là một xã ở tỉnh Haut-Rhin trong vùng Grand Est ở đông bắc Pháp. Xã này có diện tích 8,16 km², dân số năm 1999 là 1565 người. Khu vực này có độ cao 178 mét trên mực nước biển.